# Sluis 't Hemeltje
Sluis 't Hemeltje is een Rijksmonumentale schutsluis en tevens inundatiesluis tussen het Hilversums Kanaal en de Vecht. De sluis ligt direct ten zuiden van Overmeer (Nederhorst den Berg), maar is eigendom van de gemeente Hilversum. In 1936 werd het Hilversums Kanaal geopend. De sluis zorgde voor aansluiting met de Vecht. Hij dankt zijn naam aan boerderij 't Hemeltje die gesloopt is om de sluis aan te kunnen leggen. Aanvankelijk was de verbinding van belang voor de vrachtvaart, later vooral voor varende recreanten.

## Geschiedenis
Met de bouw van de sluis werd medio 1931 begonnen en in 1937 was het kanaal gereed.
Rond 1980 was de schutsluis verouderd en verkeerde in slechte staat. De zandschepen van Het Wijde Blik naar de Vecht hadden de sluis beschadigd. Verder konden alleen schepen tot 600 ton worden geschut, maar deze waren weinig rendabel. De kosten van herstel wogen niet op tegen de baten. In 1987 legde de provincie wel een nieuwe verkeersbrug aan naast de oude over de sluis.
In 1990 was de situatie verder verslechterd en de sluis werd maar weinig gebruikt. Verder lekte vervuild water van de Vecht naar het Hilversums Kanaal. De kosten van een nieuwe sluis werden geraamd op 8 miljoen gulden, een bedrag wat Hilversum niet wilde investeren. Plannen werden gemaakt om de sluis vol te storten en zo het kanaal af te dammen. Diverse bedrijven die bouwmateriaal, zoals zand, grind en cement, per schip over het kanaal ontvingen gingen in beroep en ook watersportverenigingen protesteerden. Met succes en de sluis werd in 1998 alsnog gerestaureerd.
In 2021 werd een renovatie van het elektrotechnische besturingssysteem afgerond. In 2017 begonnen de onderhandelingen tussen de gemeente en provincie over het opknappen van de sluis. In 2019 waren de plannen klaar. Kosten waren uiteindelijk zo'n 7 ton, waarvan de gemeente € 400.000 betaalde en de provincie de rest bijpaste. Daarvoor zijn alle kabels en het hydraulische systeem vervangen en nieuwe sensoren en bedieningsmogelijkheden toegevoegd.

## Beschrijving
De sluis meet 54 m bij een breedte van 7,50 m en een diepte van 2,90 m. Het hoogteverschil tussen beide zijden van de sluis bedraagt ca. 80 cm. De sluisdeuren draaien niet open zoals bij de meeste sluizen, maar schuiven opzij. Over de sluis liggen drie ophaalbruggen: een voor het autoverkeer die de Randweg verbindt met de Gabriëlweg en de Vreelandseweg, een voor de fietsers en bromfietsers (voor de bouw van de nieuwe brug voor al het verkeer) en een smal ophaalbruggetje dat eigenlijk alleen voor de sluiswachter bedoeld lijkt en afgesloten is met een hek. De sluiswachter heeft de beschikking over een eigen huisje met twee verdiepingen voor de bediening van de sluis en bruggen. Op de kades bevinden zich een aantal bankjes.

## Rijksmonument
Sluis 't Hemeltje functioneert nu vooral als schutsluis voor de recreatieve vaart, maar had bij aanleg ook een militaire functie als inundatiesluis. Het is een betonnen verdedigingswerk in de Nieuwe Hollandse Waterlinie tussen het Fort bij Hinderdam en het een kilometer verderop aan het Hilversums kanaal gelegen Fort Kijkuit. De sluis kan water uit de Vecht inlaten om onder andere de Horstermeerpolder te laten onderlopen. Ook kan de sluis worden afgesloten met balken die zijn opgeslagen in de houten schotbalkenloods naast de sluis. Ter bescherming van de militairen die de sluis moesten verdedigen werd naast de loods een bunker oftewel Groepsschuilplaats Type P gebouwd. Zowel de sluis, als de loods en de bunker zijn Rijksmonument.

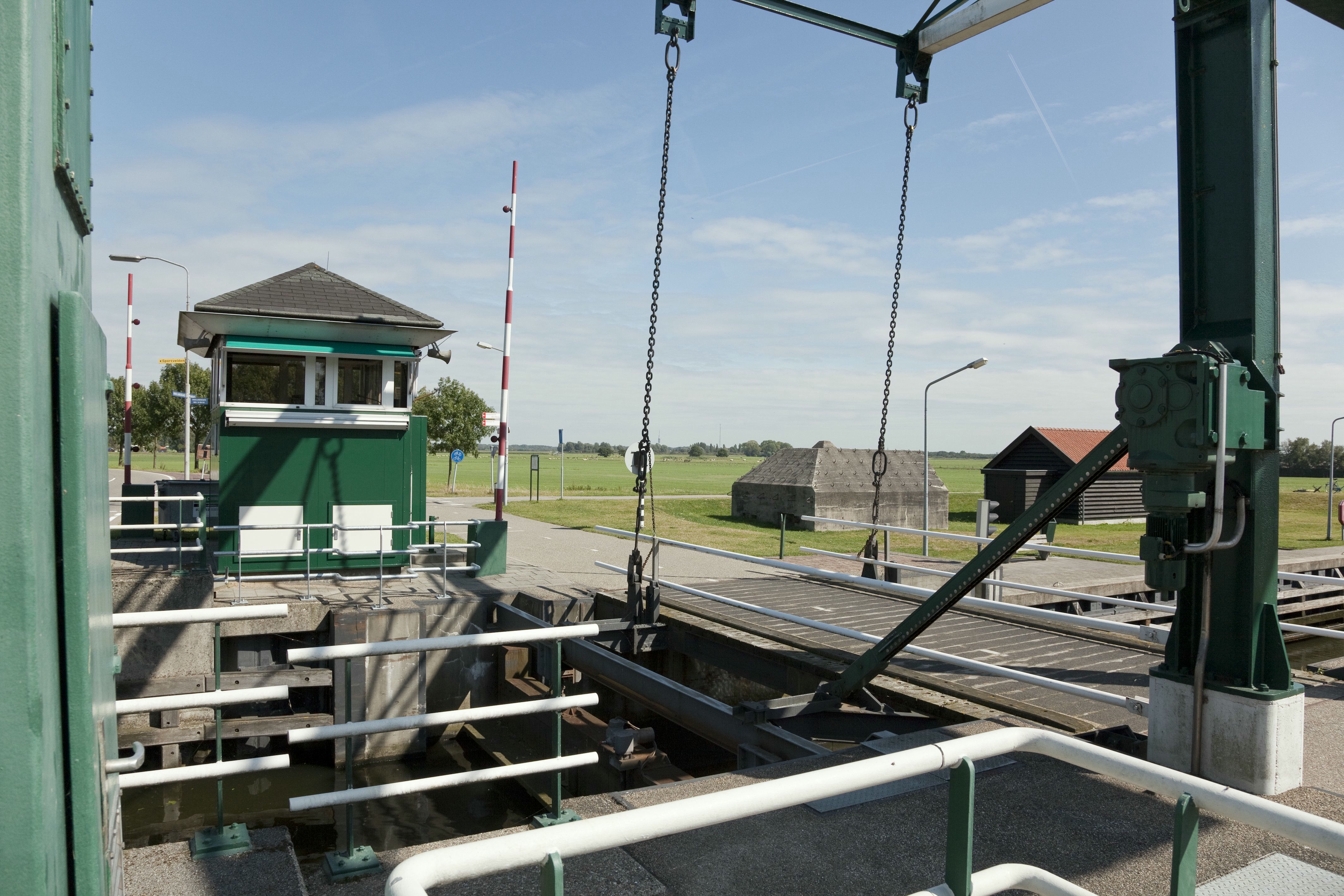
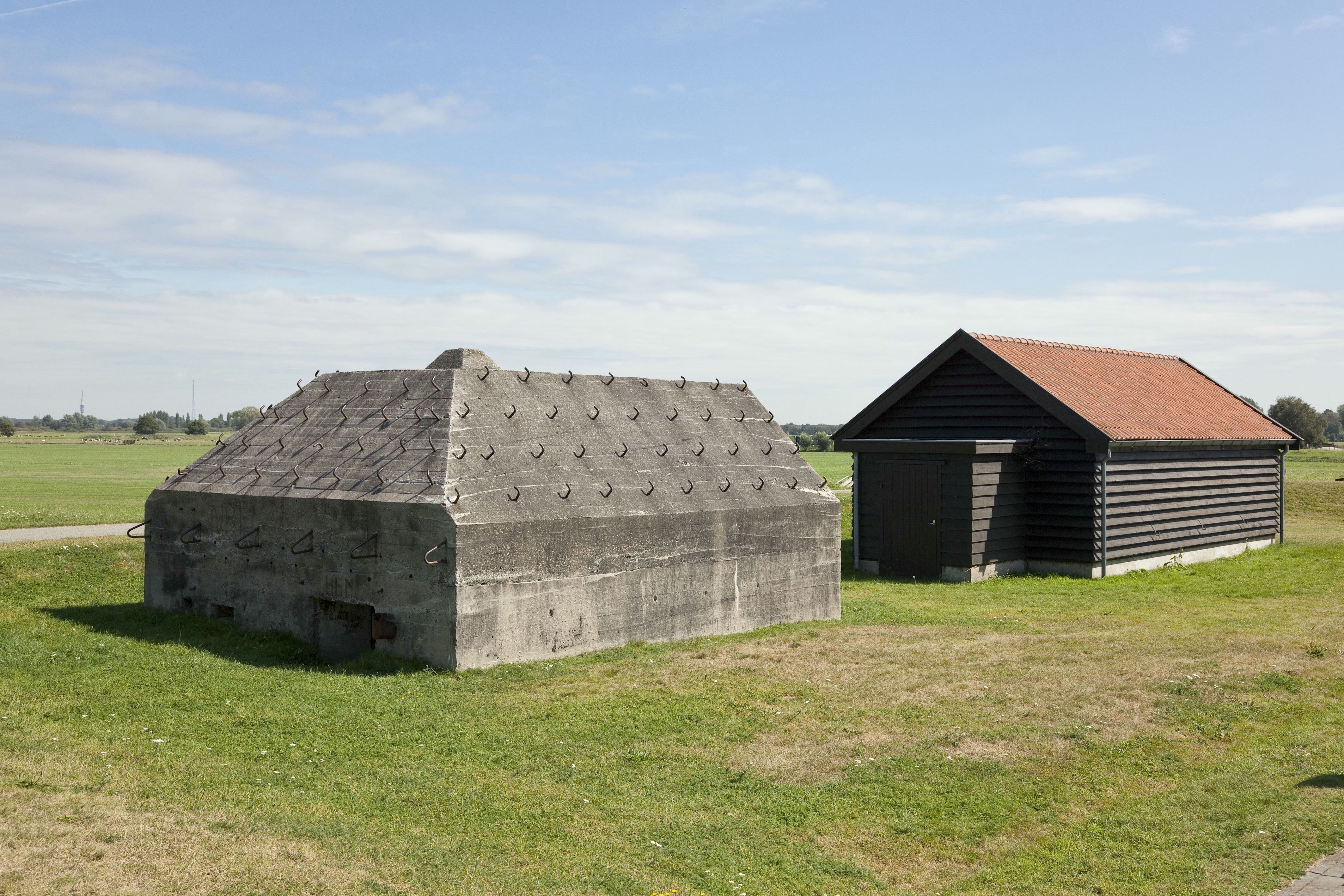
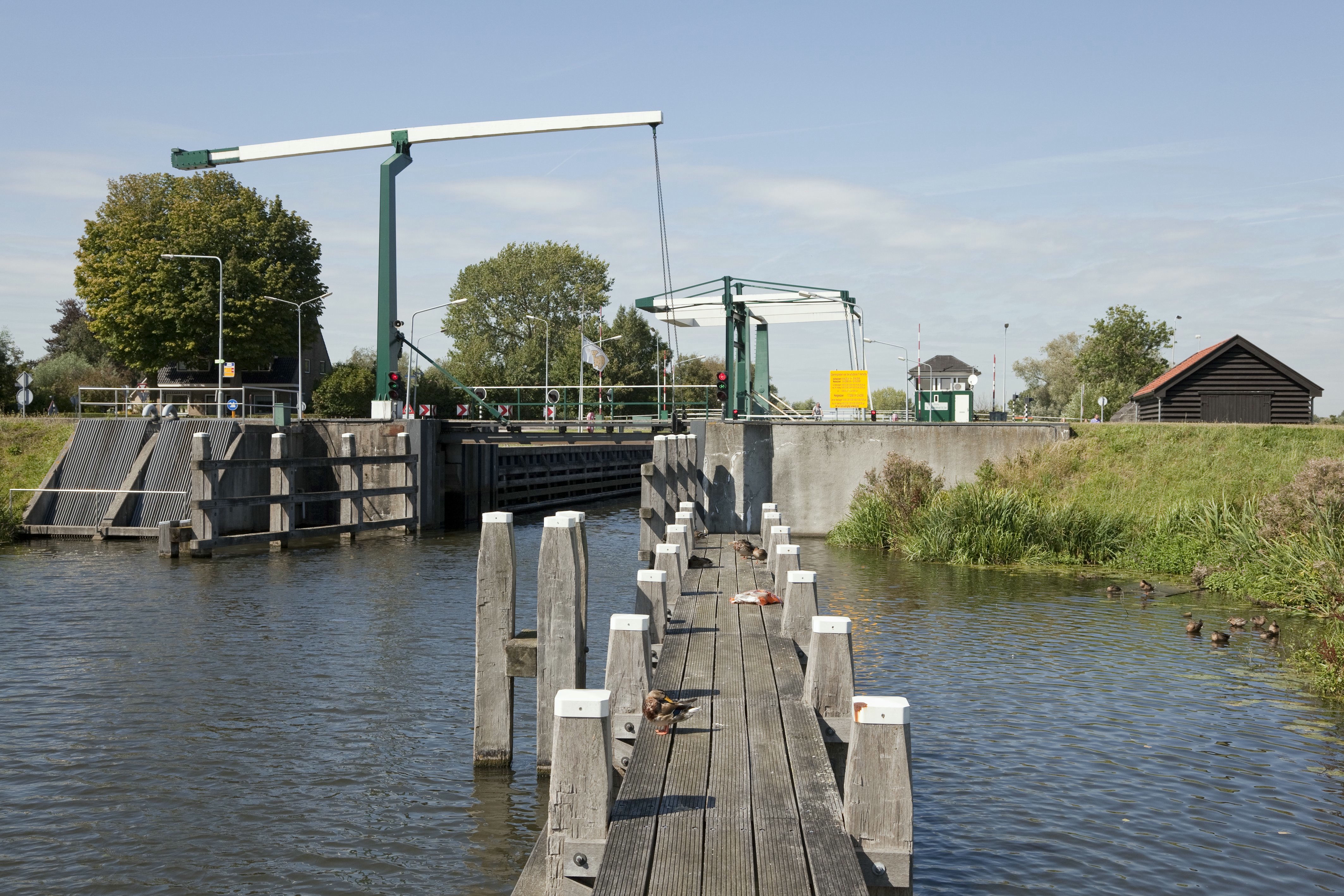